# 第206師団 (日本軍)
第206師団（だいにひゃくろくしだん）は、大日本帝国陸軍の師団の一つ。
太平洋戦争の末期、1945年（昭和20年）1月20日に帝国陸海軍作戦計画大綱が策定された結果、本土決戦に備えるべく急造が決定した54個師団の一つである。1945年の第二次兵備として、4月2日に編成された8個の機動打撃師団の一つである。

## 沿革
第206師団は、1945年（昭和20年）4月2日に熊本県熊本で編成、第16方面軍戦闘序列に編入、連合国軍の九州南部上陸作戦に備えていたが、連合国軍の九州南部上陸は無く当地で終戦を迎えた。

## 師団概要

### 歴代師団長
- 岩切秀 中将：1945年（昭和20年）4月30日 - 終戦

### 参謀
- （作戦主任）小野秀雄 中佐：1945年（昭和20年）4月30日 - 終戦[1]
- 原知徹 少佐：不詳 - 終戦[2]

### 最終所属部隊
- 歩兵第510連隊（熊本）：森園武夫中佐
- 歩兵第511連隊（都城）：山内俊太郎中佐
- 歩兵第512連隊（鹿児島）：楠畑義則中佐
- 山砲兵第206連隊：田島昌治少佐
- 迫撃第206連隊：岡本成雄中佐
- 第206師団速射砲隊：内田修二少佐
- 第206師団機関砲隊：渡辺茂大尉
- 第206師団工兵隊：押川一美少佐
- 第206師団輜重隊：肝付兼武少佐
- 第206師団通信隊：永田秋雄少佐
- 第206師団兵器勤務隊
- 第206師団第4野戦病院